# Hwalcheon-dong
Hwalcheon-dong (koreanska: 활천동) är en stadsdel i staden Gimhae i provinsen Södra Gyeongsang i den sydöstra delen av Sydkorea, 310 km sydost om huvudstaden Seoul.